# Bitwa pod Nagoszewem
Bitwa pod Nagoszewem – bitwa powstania styczniowego stoczona pod Nagoszewem w pobliżu Ostrowi Mazowieckiej w dniach 2–3 czerwca 1863 roku. Oddziałem powstańczym dowodził Wacław Maksymilian Broniewski. 

## Wstęp
Po bitwie pod Łączką w wyniku odniesionych obrażeń zmarł dowódca oddziału powstańczego operującego na obszarze Puszczy Białej płk Karol Frycze. Na jego miejsce dowódcą rozbitego oddziału został Wacław Maksymilian Broniewski. Po objęciu tej funkcji Broniewski skierował się z podległym oddziałem w okolice wsi Rząśnik. Następnie, po uzyskaniu informacji o przebywaniu w okolicy licznych wojsk rosyjskich, zarządzono przemarsz do lasu koło Jastrzębca (obecnie Jarząbka). Obozując w Jastrzębcu, otrzymano informację o wyruszeniu z Ostrołęki w kierunku powstańców kolumny wojsk carskich w sile ok. 800 osób. Polacy w nocy z 2 na 3 czerwca opuścili Jastrzębiec, koncentrując swoje siły wokół Nagoszewa, gdzie nawiązali współpracę z grupą włościan z Osuchowej pod przewodnictwem Jana Nowaka. Do sił powstańczych dołączył oddział strzelców Ludwika Lityńskiego w sile ok. 200 osób. Liczebność połączonych oddziałów powstańczych wynosiła 1250 osób. 

## Przebieg bitwy
W wyniku podłożenia ognia przez Jana Nowaka w stodołach, w których zakwaterowane były oddziały wojsk rosyjskich, wybuchł pożar. Powstańcy zaatakowali wówczas siły nieprzyjaciela. Doprowadziło to do zniszczenia rosyjskiej kolumny postojowej, co zakończyło pierwszy etap bitwy.
Z Ostrołęki i Łomży wysłano kolumnę ok. 860 żołnierzy pod dowództwem mjr. Suchotina. Część tych wojsk zajęła stanowiska w zagrodach wsi Nagoszewo. Ostrzelano stąd pozycje zajmowane przez powstańców, którzy odparli trzykrotne ataki wojsk carskich. 
Sytuacja powstańców w wyniku ostrzałów wojsk rosyjskich stawała się coraz trudniejsza. Część z nich próbowała ratować się ucieczką. Różnie ocenia się w tej fazie walki postawę Broniewskiego, który miał pozostawić strzelców i kosynierów bez żadnej komendy, uciekając do lasu z częścią kawalerii. Niektórzy z autorów opracowań (Mieczysław Bartniczak, Sylwester Szklarski) uważają jednak, że był to manewr celowy, mający na celu wciągnięcie przeciwnika do lasu, co umożliwiło jego okrążenie i poprawiło warunki walki kosynierów.
Niekorzystną sytuację powstańców zmieniło wsparcie ok. 100 nagoszewskich chłopów pod dowództwem Stanisława Mańkowskiego i ok. 50 mieszkańców innych okolicznych miejscowości (Laskowizny, Puzdrowizny, Kuskowizny, Turki, Bojan, Osuchowej, Broku i Ostrowi Mazowieckiej). Wykorzystując zaskoczenie, zaatakowali tyły wroga, co wywołało zamieszanie. Wówczas powstaniec Feliks Szymański, były podoficer rosyjskich huzarów, zatrąbił znany w wojsku rosyjskim sygnał do odwrotu, co doprowadziło do zdezorientowania Rosjan i poddania tyłów ich wojsk. Za uciekającymi wojskami rosyjskimi puścił się w pogoń rotm. Kożuchowski z oddziałami kosynierów Lityńskiego. Wojska nieprzyjaciela zajęły stanowiska w zabudowaniach wsi Nagoszewo. Wówczas Maciej Kozieł, Łukasz i Jan Stelmaszczykowie praz Sobieski podpalili własne zagrody, w których ukryły się wojska carskie. Ponieśli śmierć wraz z zabarykadowanymi Rosjanami. Pożar wsi przesądził o zwycięstwie powstańców. 
Po zakończonej bitwie, wobec przybycia dwóch kolumn wojsk carskich z Małkini i Ostrowa, Broniewski wycofał oddziały w kierunku Bugu. W Brańszczyku powstańcy uczestniczyli we mszy dziękczynnej za zwycięstwo nad Rosjanami. 

## Podsumowanie bitwy i jej skutki
Bitwa pod Nagoszewem była największym starciem wojennym powstania styczniowego w pobliżu Ostrowi Mazowieckiej. Straty wojska rosyjskiego liczyły ok. 500 zabitych. 110 mieszkańców Nagoszewa i okolicznych miejscowości straciło życie na polu bitwy bądź zginęło w pożarze. Ich zwłoki miejscowa ludność pochowała w bratniej mogile na skraju lasu w pobliżu miejsca walki. 20 powstańców zostało rannych. Pewna liczba dostała się do niewoli.
Władze rosyjskie wydały rozkaz aresztowania osób podejrzanych o udział w bitwie. Miejscową ludność represjonowano. Doszło do licznych aresztowań oraz zsyłek. 
Bitwa zyskała rozgłos wśród mieszkańców Puszczy Białej i okolicy, co wpłynęło na ożywienie działań powstańczych w widłach Bugu i Narwi. 

## Upamiętnienie

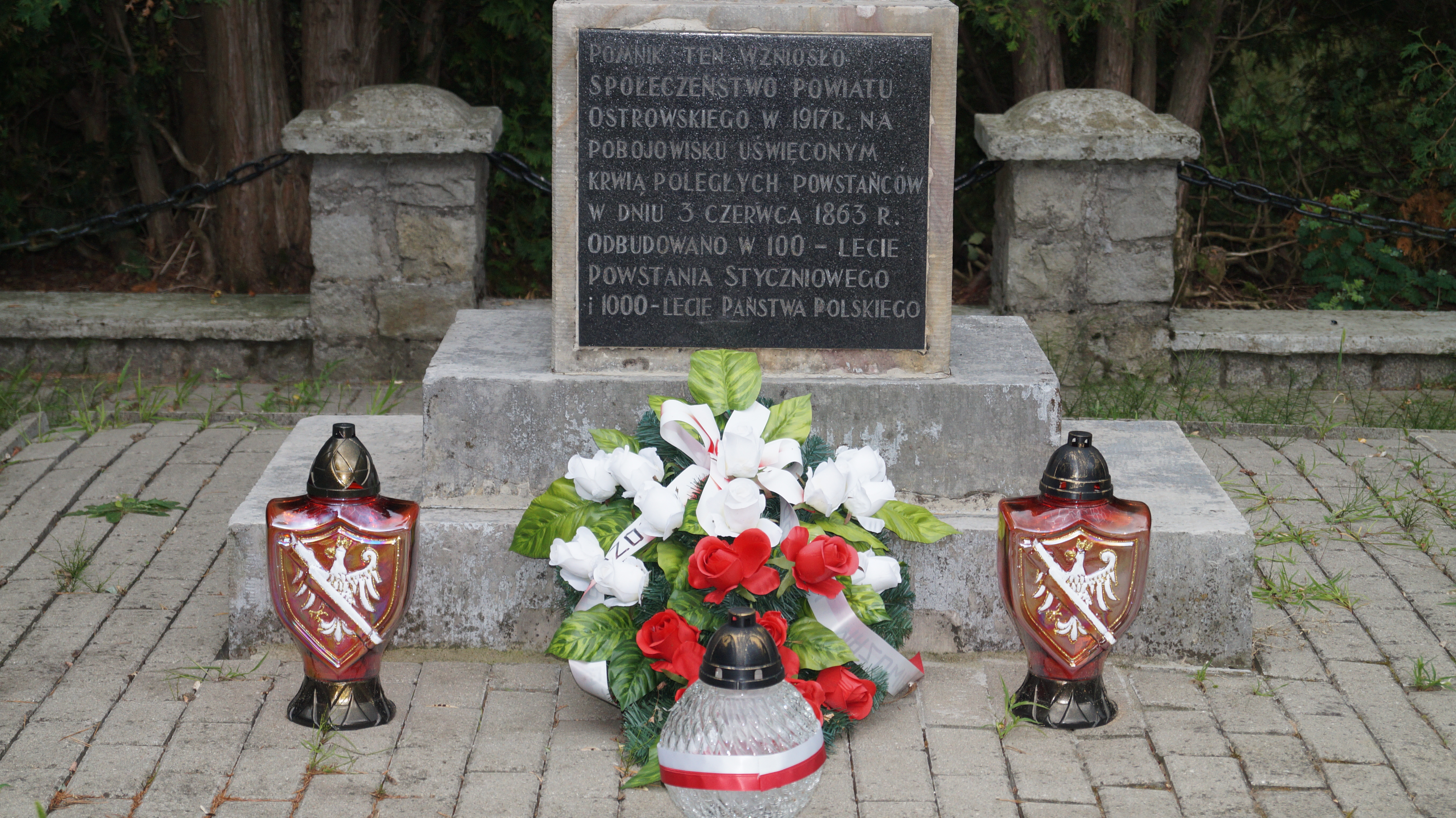
Cokół pomnika bitwy pod Nagoszewem z inskrypcją z 1963 r.

.W 1913 roku, w 50 rocznicę bitwy, postanowiono wystawić pomnik. Fundusze na jego budowę przekazali ziemianie, mieszkańcy Nagoszewa i okolicznych wsi. Zawiązano Komitet Budowy Pomnika Powstańców pod Nagoszewem, na którego czele stanął Ludwik Mieczkowski. W 1917 otrzymał oficjalne zezwolenie okupacyjnych władz niemieckich na postanowienie pomnika. W miejscu zbiorowej mogiły poległych w bitwie postawiono pomnik, którego kamienne elementy zostały wykonane w Krakowie. Pomnik to granitowa kolumna. Na jej szczycie znajduje się żelazny krzyż ozdobiony motywem wycinanki kurpiowskiej. Podczas renowacji pomnika w 1963 zainstalowano kamienno-łańcuchowe ogrodzenie oraz umieszczono tablicę z inskrypcją o treści: Pomnik ten wzniosło społeczeństwo powiatu ostrowskiego w 1917 r. na pobojowisku uświęconym krwią poległych powstańców w dniu 3 czerwca 1863 r. Odbudowano w 100-lecie powstania styczniowego i 1000-lecie państwa polskiego. W połowie wysokości kolumny zainstalowano przedstawienie wieńca laurowego ze skrzyżowanymi szablami, w który wpisano RP 1863. Powyżej umieszczono napis Poległym w walce o wolność oraz wizerunek orła powstańczego. Na szczycie zaś ulokowano obraz Matki Boskiej Częstochowskiej.

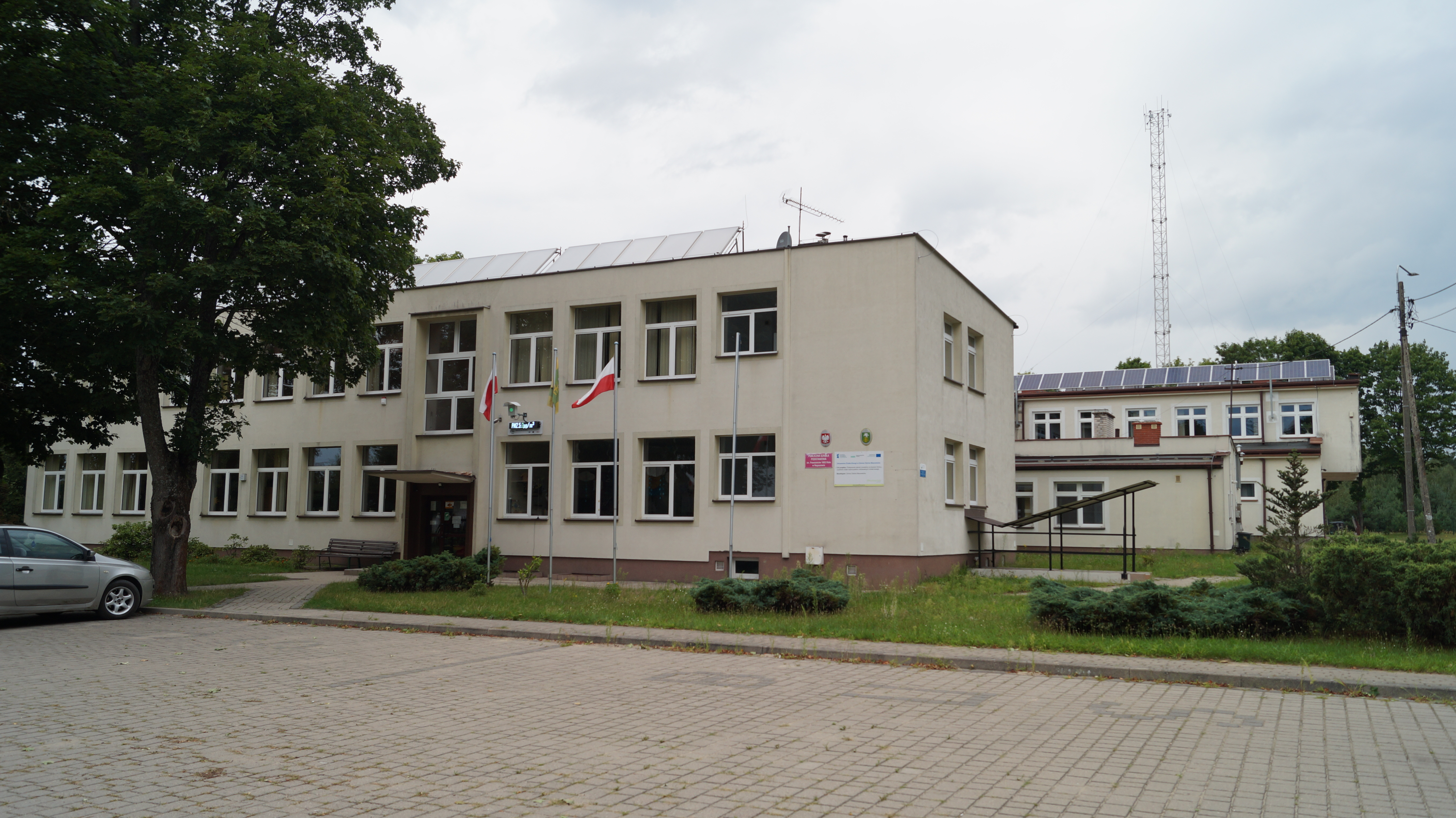
Budynek Szkoły Podstawowej im. Powstańców 1863 roku w Nagoszewie

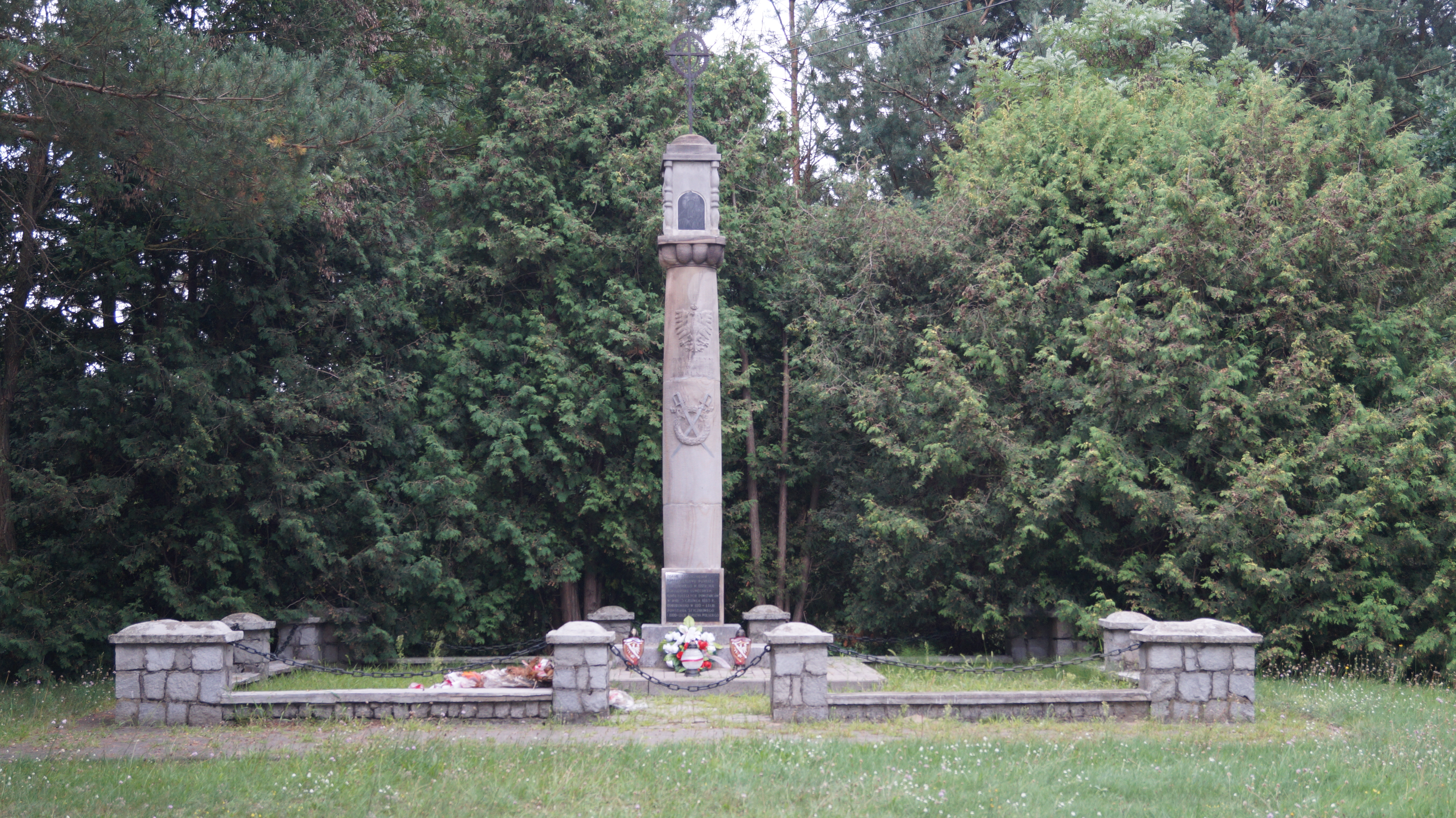
Pomnik bitwy pod Nagoszewem

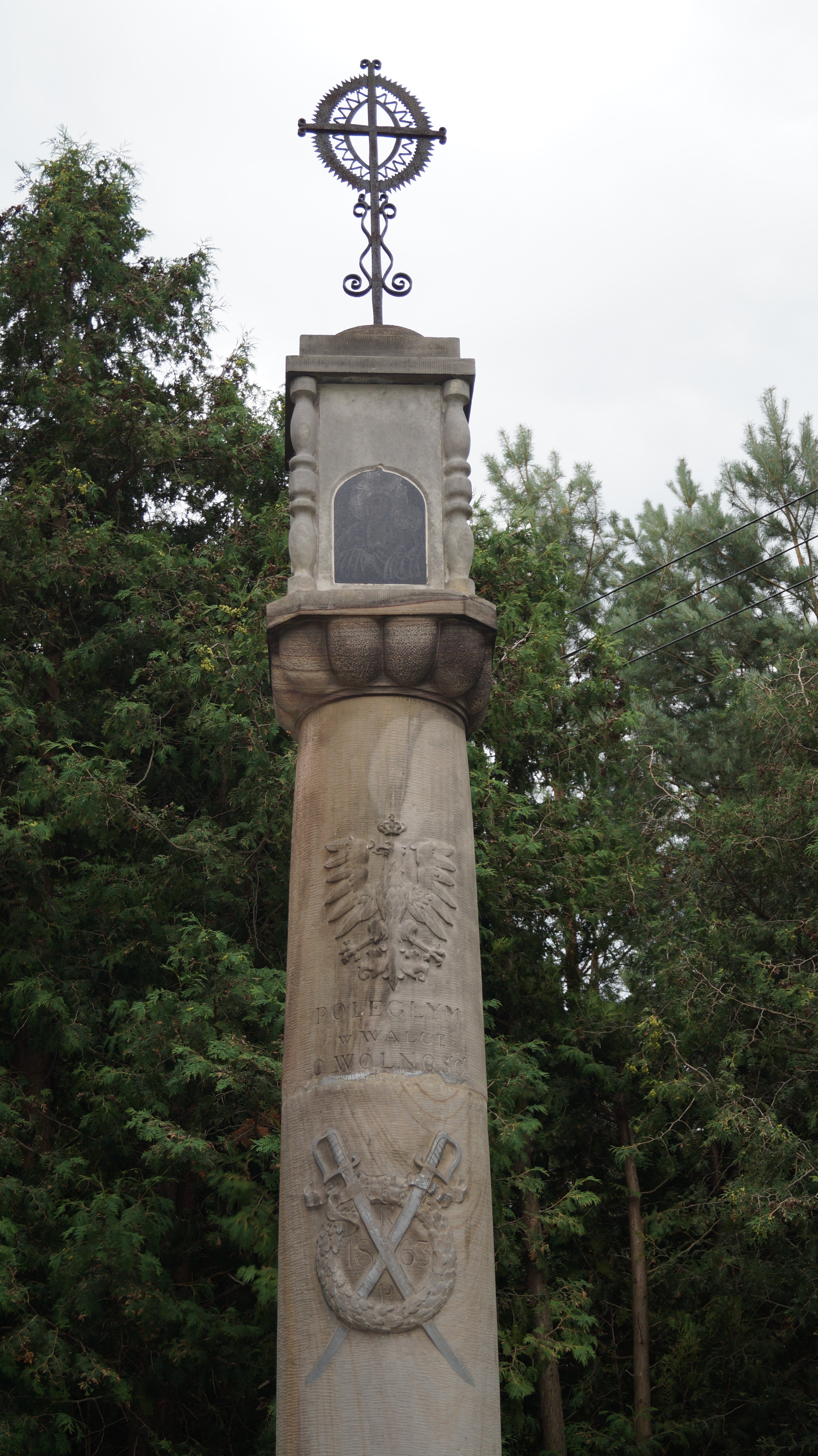
Trzon i głowica kolumny pomnika bitwy pod Nagoszewem

Przy pomniku odbywają się uroczystości rocznicowe. W 2013 roku zorganizowano Piknik Powstańczy z inscenizacją bitwy pod Nagoszewem w wykonaniu grupy rekonstrukcyjnej z Milanówka. Rekonstrukcji towarzyszyły pokazy musztry kawaleryjskiej, inscenizacje walk przy użyciu broni białej, pokazy jazdy kozackiej oraz popisy kaskaderskie. Dziesięć lat później, z okazji 160 rocznicy powstania styczniowego, odbył się Piknik Powstańczy z inscenizacją bitwy w wykonaniu Grupy Historyczno-Edukacyjnej „Szare Szeregi”, Grupy Rekonstrukcyjno-Historycznęj „Kresy” z Białegostoku, ułanów z 201 Ochotniczego Pułku Szwoleżerów z Radzymina oraz uczniów ze szkoły w Nagoszewie. Przebieg bitwy był na bieżąco komentowany.   
W dniu 3 czerwca 2002 roku Szkole Podstawowej w Nagoszewie nadano imię Powstańców 1863 roku.   
Bitwa została upamiętniona w wierszu Kazimierza Śladewskiego Przed pomnikiem nagoszewskim.